# Eiffelov most, Ungheni
Eifflov most (romunsko Podul Eiffel) je most čez reko Prut in kontrolna točka med Moldavijo in Romunijo. Most stoji med krajema Ungheni v Moldaviji in Ungheni v Romuniji.

## Zgodovina
18. maja (po julijanskem koledarju 6. maja) 1872 sta ruski diplomatski predstavnik Ivan Aleksejevič Zinovjev in romunski zunanji minister Gheorghe Costaforu podpisala konvencijo o železniškem križišču, ki je bila ratificirana 21. januarja (j. k. 9. januarja) 1873. Železnica Iași–Ungheni je bila odprta 1. avgusta 1874. Železnico Kišinjev-Cornești-Ungheni (zgrajena 1871–1875) je Ruski imperij odprl 1. junija 1875 v pripravah na rusko-turško vojno (1877–1878). Carina Ungheni je bila ustanovljena leta 1875 po začetku obratovanja železnice Kišinjev–Ungheni–Iași. Železniška proga Kišinjev-Cornești je bila odprta že leta 1873.
Leta 1876 je bil po spomladanski poplavi reke Prut železniški most, ki je povezoval Besarabijo in Romunijo, skoraj uničen. Oddelek za železnice je povabil Gustava Eiffla v Besarabijo (Moldavija), da bi preoblikoval in obnovil most, ki je bil odprt 21. aprila (j. k. 9. aprila) 1877, le tri dni pred izbruhom rusko-turške vojne (1877–1878). 23. aprila (j. k. 11. aprila) 1877 so ruske čete vstopile v Romunijo pri kraju Ungheni in naslednji dan je Rusija napovedala vojno Osmanskemu cesarstvu. Danes ostaja most strateško postavljena zgradba pod nadzorom mejne straže.
V bližnjem mestu Iași je Gustave Eiffel zgradil tudi Grand Hotel Traian (1882).
Most se je v zgodovino zapisal kot Cvetlični most: 6. maja 1990 se je po približno pol stoletja odtujenosti na deset tisoče Romunov na obeh bregovih Pruta ponovno združilo in objelo drug drugega.

## Galerija
- Most leta 2010
- Panoramska slika mostu leta 2016
- Pogled na most od daleč